# (3436) Ibadinov
(3436) Ibadinov es un asteroide perteneciente al cinturón de asteroides, descubierto el 24 de septiembre de 1976 por Nikolái Stepánovich Chernyj desde el Observatorio Astrofísico de Crimea (República de Crimea).

## Designación y nombre
Designado provisionalmente como 1976 SS3. Fue nombrado Ibadinov en honor al astrónomo tayico Hursandkul Ibadinov.